# Chūō (Yamanashi)
Pour les articles homonymes, voir Chūō.
Chūō (中央市, Chūō-shi) est une ville située dans la préfecture de Yamanashi, au Japon.

## Géographie

### Localisation
Chūō est située dans le centre de la préfecture de Yamanashi.

### Municipalités limitrophes
| Minami-Alps    | Shōwa          | Kōfu |
| Minami-Alps    | Chūō           | Kōfu |
| Ichikawamisato | Ichikawamisato | Kōfu |

### Démographie
En novembre 2020, la population de la ville de Chūō était de 30 963 habitants répartis sur une superficie de 31,69 km2.

### Hydrographie
Chūō est traversée par la rivière Fuefuki. Elle est bordée par le fleuve Fuji à l'ouest.

### Climat
Chūō a un climat subtropical humide caractérisé par des étés chauds et humides et des hivers relativement doux. La température annuelle moyenne est de 13 °C. Les précipitations annuelles moyennes sont de 2 161 mm, septembre étant le mois le plus humide. 

## Histoire
Chūō a acquis le statut de ville en le 20 février 2006, lors de la fusion des bourgs de Tamaho et de Tatomi du district de Nakakoma et du village de Toyotomi du district de Higashiyatsushiro.

## Transports
La ville est desservie par la ligne Minobu de la JR Central. La gare de Higashi-Hanawa est la principale gare de la ville.